# Edgewater Beach Apartments
Les Edgewater Beach Apartments (anciennement Edgewater Beach Hotel) est un bâtiment résidentiel situé au 5555 North Sheridan Road, dans le secteur d'Edgewater à Chicago, dans l'État de l'Illinois aux États-Unis. Construit en 1924, le bâtiment abritait autrefois un hôtel de luxe et a été reconverti en immeuble résidentiel à sa fermeture en 1970.

## Architecture
Construit au début des années 1910 par la firme d'architectes Marshall and Fox, le complexe était composé à l'origine de sept bâtiments dont le plus important a été préservé jusqu'à nos jours (voir photographie ci-contre). À son achèvement le 3 juin 1916, le bâtiment principal (qui n'existe plus à ce jour), construit dans le style renouveau colonial espagnol, comportait 8 étages pour 400 chambres.
L'hôtel connut un succès si important que les propriétaires décidèrent en avril 1923 d'investir la somme de 3 000 000 de dollars dans la construction d'un bâtiment de style Beaux-Arts qui deviendra, avec ses 19 étages et ses 600 chambres, le principal bâtiment de l'hôtel à son inauguration en 1924. En 1970, le complexe hôtelier ferme ses portes et tous les bâtiments sont détruits hormis le principal immeuble qui sera reconverti en appartements luxueux.

## Histoire

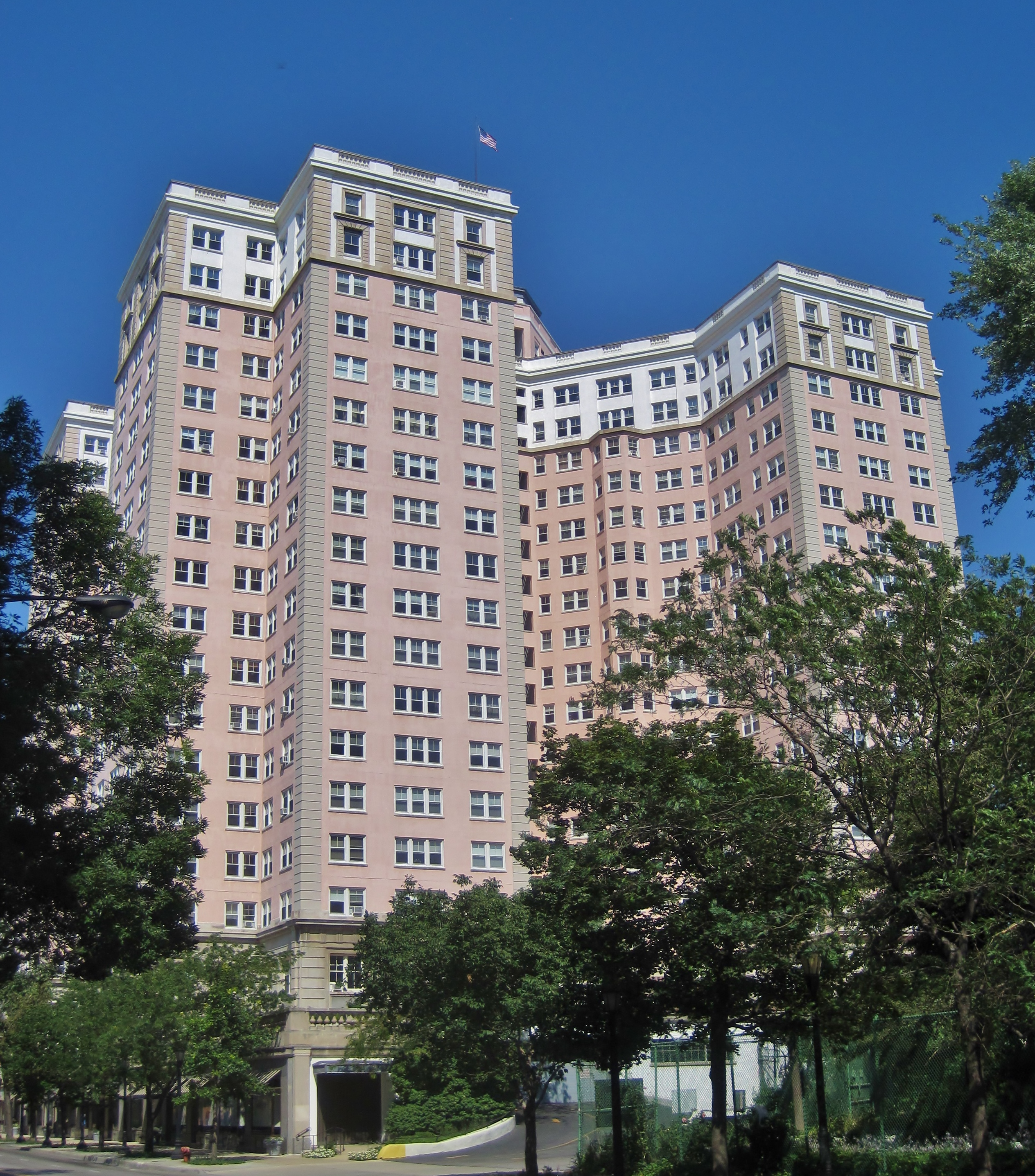
Edgewater Beach Apartments.

Ouvert au public en 1916 et appartenant à John Tobin Connery et James Patrick Connery, l'hôtel était situé entre Sheridan Road et Berwyn Avenue en bordure du lac Michigan. Le complexe possédait une plage privée et proposait des tours d'hydravions pour survoler Downtown Chicago,. 
Au cours de son existence, l'hôtel a accueilli de nombreuses célébrités, dont Marilyn Monroe, Frank Sinatra, Judy Garland, Charlie Chaplin, Bette Davis, Tallulah Bankhead, Nat King Cole et les présidents américains Franklin D. Roosevelt et Dwight D. Eisenhower. L'hôtel était connu pour accueillir de grands musiciens tels que Benny Goodman, Tommy Dorsey, Glenn Miller, Artie Shaw, Xavier Cugat, et Wayne King, qui ont également été diffusés sur la station de radio de l'hôtel, un précurseur de la WGN. À la fin des années 1940, Joni James travaillait à l'hôtel comme danseuse avant de devenir chanteuse.
Le 14 juin 1949, le joueur de baseball Eddie Waitkus des Phillies de Philadelphie a été grièvement blessé, et presque laissé pour mort, par un fan obsessionnel devant l'hôtel. Cette histoire aurait en grande  partie inspiré l'écrivain Bernard Malamud pour son roman The Natural (1952).
L'extension en 1951 de Lake Shore Drive entre Foster Avenue et Hollywood Avenue coupe l'hôtel de la plage menant à une réduction de l'activité. L'hôtel a fermé en 1967 et les principaux bâtiments ont été démolis peu après. Le Edgewater Beach Co-op, construit en 1928, est la seule partie du complexe à n'avoir pas été rasée. Elle a été reconvertie en appartements et l'ensemble fait aujourd'hui partie du Bryn Mawr Historic District, où l'on trouve de nombreux bâtiments Art déco.
Les développeurs ont également construit un hôtel identique nommé Edgewater Golf Hotel à Biloxi (Mississippi). Les deux projets ont été conçus par le cabinet d'architectes Marshall and Fox de Chicago.